# 小行星1273
小行星1273（1273 Helma）是一颗围绕太阳公转的小行星。1932年8月8日，卡爾·威廉·萊茵姆特在海德堡发现了此天体。
該小行星以德國天文學家W·蕭伯（W. Schaub）的熟人赫爾瑪（Helma）命名。
这颗小行星的绝对星等为48.35610135861944等。